# Gare de Cherbourg
Gare de Cherbourg vasútállomás Franciaországban, Cherbourg-Octeville településen.

## Vasútvonalak
Az állomást az alábbi vasútvonalak érintik:
- Mantes-la-Jolie–Cherbourg-vasútvonal

## Kapcsolódó állomások
A vasútállomáshoz az alábbi állomások vannak a legközelebb:
- Gare de Valognes
- Gare Maritime de Cherbourg ( – 1940. június)